# Dâmodar
La Dâmodar (hindi : दामोदर, bengali : দামোদর) est une rivière de l’ouest de l’Inde qui prend sa source dans l’état du Jharkhand et se jette 592 km plus loin dans le Hooghly, dans l’état du Bengale-Occidental.